# Ґрунти Львівської області
Ґрунти Львівської області вирізняються значною різноманітністю, що обумовлено природними умовами регіону. Зокрема, область охоплює рівнинні, височинні, передгірські та гірські території. У структурі ґрунтового покриву присутні всі типи ґрунтів, характерні для рівнинної та гірської частин Західної України.
Багаторічна дія чинників ґрунтотворення сформувала сучасну географію ґрунтів області. Відповідно до агроґрунтового районування України, Львівщина розташована в межах бореального (помірно-холодного) та суббореального (помірного) ґрунтово-біокліматичних поясів. Рівнинні території належать до Центральної тайгово-лісової та Центральної лісостепової областей, з ґрунтами мішаних лісів (дерново-підзолистими, оглеєними) та чорноземами (глибокими, опідзоленими і реградованими). Вони входять до агроґрунтових провінцій Західного Полісся і Західного Лісостепу.
Передгір'я та гірські райони Львівської області знаходяться у гірській провінції Українських Карпат, Західній буроземно-лісовій області, що належить до суббореального ґрунтово-біокліматичного поясу. Тут виділено дві гірські зони: лісо-лучну буроземну (для Карпатського передгір'я) та гірську лісо-лучну буроземну (для Карпат).

## Дерново-підзолисті ґрунти

Дерново-підзолистий ґрунт

Дерново-підзолисті ґрунти на Львівщині займають 390,2 тис. га (19,9 % області), 209,0 тис. га використовуються в сільському господарстві. Вони поширені в Малому Поліссі, Надсянській рівнині, Передкарпатті, Розточчі та частково на Опіллі. Ці ґрунти формуються під мішаними і сосновими лісами в умовах застійно-промивного водного режиму, розкладання рослинності сприяє формуванню гумусово-акумулятивного горизонту, проте цього гумусу недостатньо для нейтралізації кислотності. Підзолистий процес, що вилуговує елементи з верхніх горизонтів, формує характерний світлий підзолистий горизонт. Водно-льодовикові, алювіальні та моренні відклади служать основою для ґрунтоутворення. На Малому Поліссі основа часто представлена мергелями, а на Надсянській рівнині — мореною. Характерні властивості профілю — чітка диференціація на елювіальну (верхню) та ілювіальну (нижню) частини. У верхньому шарі — низький вміст гумусу та висока кислотність. В хімічному складі переважають фульвокислоти, що знижують родючість та високий вміст рухомого алюмінію, який підвищує кислотність. Дерново-підзолисті ґрунти не вирізняються високою родючістю. Їх використовують під ріллею, сіножаті, пасовища, лісові насадження тощо. Однак вони можуть підлягати меліорації для сільськогосподарських потреб, але це вимагає значних зусиль, таких як вапнування, органічне удобрення та глибоке розпушення.

### Дерново-прихованопідзолисті ґрунти
Дерново-прихованопідзолисті ґрунти, займають 76,7 тис. га на Львівщині (3,5 % області та 19,7 % усіх дерново-підзолистих ґрунтів). Відомі як «борові піски», вони мають дуже низьку природну родючість і зайняті переважно лісами, рідше використовуються під пасовища, городи чи присадибні ділянки. Ці ґрунти поширені на Малому Поліссі в околиці Лопатина, Бродів, Кам'янки-Бузької, Соснівки, Надсянська рівнина: біля Судової Вишні, Прилбичів, Бердихова, Розточчя: поблизу Рави-Руської, Івано-Франкового, Шкла, окремі ділянки: села Пісочне, Шихтарі. Поширені на підвищених формах рельєфу таких як дюни, піщані горби. Формуються під сосновими лісами на легких піщаних і зв'язнопіщаних відкладеннях. Підзолистий і дерновий процеси слабко виражені. Родючість дуже низька, особливо на угіддях під ріллею, ґрунти швидко деградують і дефлюються (вітрова ерозія). Ґрунти відносяться до слабогумусованих, вміст гумусу 0,6–1,7 % у верхньому горизонті.

### Дерново-слабо- та середньопідзолисті ґрунти
Дерново слабо- і середньопідзолисті ґрунти займають 147,1 тис. га Львівщини, що становить 6,7 % її території. З них 72,8 тис. га використовуються як орні землі (9,1 % усієї орної площі області). Хоча ці ґрунти мають низьку природну родючість, їх активно використовують для вирощування культур, а також під сіножатями, пасовищами та на присадибних ділянках. Найпоширеніші ці ґрунти в Малому Поліссі, Надсянській рівнині та Розточчі. Менші ділянки зустрічаються в межах Сокальського пасма та Опілля. Вони формуються на водно-льодовикових рівнинах, горбах і моренах під сосновими та мішаними лісами. Залежно від розвитку процесу підзолення та співвідношення горизонтів виділяють:
- Дерново-слабопідзолисті ґрунти: менше гумусу, слабше виражений підзолистий процес.
- Дерново-середньопідзолисті ґрунти: більше гумусу, сильніше підзолення.

Загалом вміст гумусу оцінюються як дуже низький або низький, що зумовлює обмежену родючість цих ґрунтів.

### Дерново-підзолисті глейові ґрунти
Дерново-підзолисті глейові ґрунти, які займають 37,9 тис. га (1,7 % території Львівщини). З них 31,4 % використовуються під ріллею, але основне використання — це пасовища, сіножаті та ліси через їхню низьку природну родючість і незадовільні властивості серед яких основні: легкий гранулометричний склад, перезволоження та сильне оглеєння, низький вміст гумусу, кисла реакція ґрунтового розчину. Найбільші масиви ґрунтів розташовані біля Кам'янки-Бузької, Жовкви, Туринки, поблизу Судової Вишні, Краковця, Яворова, Великого Любіня, навколо Лисятичів, Стрия, Ступниці.

### Дерново-підзолисті поверхнево-оглеєні ґрунти
Дерново-підзолисті поверхнево-оглеєні ґрунти у Львівській області, які займають 128,5 тис. га, з яких 67,6 тис. га використовуються в сільському господарстві. Вони поширені переважно в Прибескидському Передкарпатті, включаючи надзаплавні тераси Дрогобицької, Моршинської і Хирівської височин, а також Верхньодністерської рівнини. Розташовані на давньотерасових вододілах, схилах, улоговинах і підвищених ділянках. Основна частина площі — під дубово-грабовими і дубовими лісами (близько 60 тис. га). Частина осушена гончарним дренажем для використання в сільському господарстві. Формуються під впливом підзолистого процесу, що доповнюється дерновим, глеє-елювіальним, лесиважем, сегрегацією та оглиненням. Під ріллею перебуває 43 тис. га (6,8 % орних земель області) але їхня родючість залишається низькою через дефіцит гумусу і високу кислотність.

### Підзолисто-дернові ґрунти
Підзолисто-дернові ґрунти Львівської області, займають 42 тис. га (1,9 % від території області), з яких 20,4 тис. га використовуються під ріллю (2,7 % орних земель регіону). Підзолисто-дернові ґрунти є зональними для Львівщини, автоморфні ґрунти зустрічаються на Малому Поліссі, Надсянській рівнині та Опіллі, глеюваті та глейові ґрунти поширені на Малому Поліссі й Надсянській рівнині, поверхнево оглеєні ґрунти трапляються в Передкарпатті. Основою для цих ґрунтів є водно-льодовикові та давньоалювіальні відклади, менш поширені породи — елювій пісковиків і карбонатних порід, поверхнево оглеєні ґрунти формуються на давньоалювіальних і делювіальних відкладах. Використовуються переважно під ріллю та кормові угіддя, через сільськогосподарську діяльність ці ґрунти зазнають деградації: переущільнення, втрати структури, зниження вмісту гумусу, у Передкарпатті ґрунти піддаються водній ерозії.

## Сірі лісові ґрунти

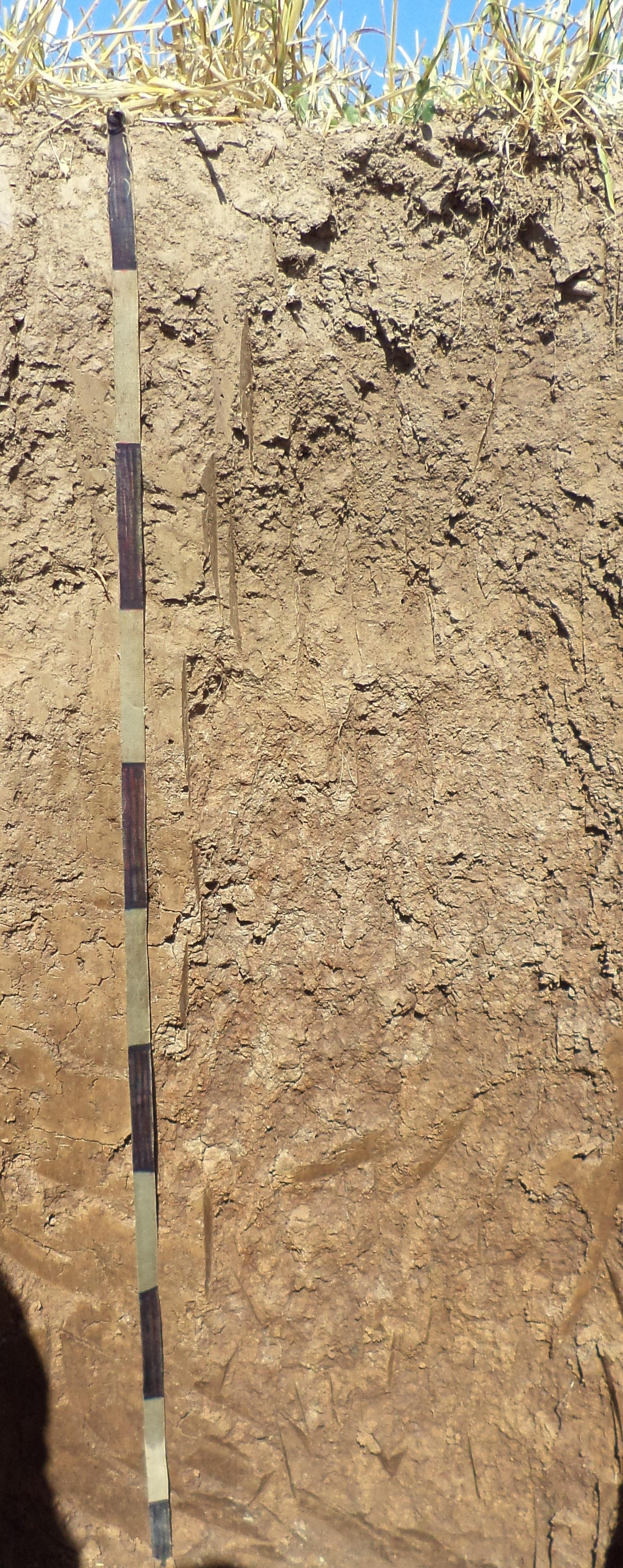
Сірі опідзолені ґрунти

Сірі лісові ґрунти Львівської області, займають 526,8 тис. га (24,1 % території). З них 241,6 тис. га (25 % орних земель області) використовуються під ріллю. Сформувалися на карбонатних і безкарбонатних лесоподібних суглинках у рівнинній частині області. Основні чинники утворення це широколистяні ліси та періодично-промивний водний режим. Характеризуються вилугуваністю профілю від кальцій карбонатів, гумусово-акумулятивним горизонтом і ознаками кислотного гідролізу (наявність кремнеземної присипки SiO₂). За ступенем вираження процесу опідзолення, текстурною диференціацією профілю, фізичними та фізико-хімічними властивостями сірі лісові ґрунти поділяють на три підтипи: ясно-сірі лісові, сірі лісові і темно-сірі опідзолені.

### Ясно-сірі лісові ґрунти
Ясно-сірі лісові ґрунти є зональними для Львівської області і займають 74,6 тис. га (3,4 % від території області), з них 23,2 тис. га (31 %) використовуються як рілля. Ці ґрунти поширені в рівнинній частині області, зокрема на Сокальському пасмі: Тартаківська та Забузька частини, Пасмове Побужжя: Смереківське, Куликівське, Грядецьке, Малехівське пасма, Розточчя: біля Магерова, Рави-Руської, Лозини, Зашкова, Домажира, Опілля: навколо Оброшиного, Мшани, Вибранівки, Пустомитів, Миколаєва та не великими ареалами на Сянсько-Дністерській височині. Формуються на лесоподібних суглинках легкого гранулометричного складу. Утворюються за умов періодично-промивного водного режиму, переважно на вододілах, горбах, плато і їхніх схилах. У місцях з поганим дренажем (плоскі вершини, вододільні плато) ґрунти часто оглеюються.

### Сірі лісові ґрунти
Сірі лісові ґрунти займають 188,1 тис. га (8,6 % площі області), з них орні ґрунти займають 84,8 тис. га (45,1 % від площі сірих лісових ґрунтів). Найбільше поширені в північно-східній частині області (Сокальське пасмо, Пасмове Побужжя, відроги Горохівської та Повчанської височин). У південно-західних районах (Опілля, Розточчя, Сянсько-Дністерська височина) ці ґрунти утворюють менші масиви та поєднуються з темно-сірими опідзоленими ґрунтами і чорноземами. Вони приурочені до вододілів, схилів, підвищених рівнин. Відрізняються від ясно-сірих ґрунтів, зокрема, відсутністю суцільного елювіального горизонту. Значна частина є автоморфними (площа 106,4 тис. га), а інша частина — оглеєними (81,7 тис. га). Інтенсивно використовуються в сільському господарстві, здебільшого як орні землі. Природна родючість ґрунтів середня, вони не належать до особливо цінних, але за правильного освоєння можуть стати продуктивними. Водночас неправильне використання може спричинити деградаційні процеси: водну ерозію, дегуміфікацію, переущільнення, знеструктурення.

### Темно-сірі опідзолені ґрунти
Займають площу 264,1 тис. га (12,1 % від загальної площі області). Найбільше поширені на рівнинах та височинах області: Сокальське пасмо, Пасмове Побужжя, Опілля, Сянсько-Дністерська височина, Городоцько-Комарнівська височина, Гологори, Вороняки, Давидівське пасмо, південна частина Розточчя. Формуються на лесоподібних, слабко оглеєних відкладах суглинкового складу. Розташовані на вододільних рівнинах, плато, їхніх схилах та хвилястих рівнинах з добре дренованим середовищем. Характеризуються потужним гумусовим горизонтом і темним забарвленням, менш вираженим опідзоленням та ознаками оглеєння, порівняно з сірими лісовими ґрунтами та меншою кількістю білуватої присипки SiO₂ у профілі. Ці ґрунти класифікуються як особливо цінні відповідно до земельного кодексу України. Використовуються переважно під ріллю (133,6 тис. га, або 50,6 % від площі темно-сірих ґрунтів).

## Чорноземи та лучно-чорноземні ґрунти

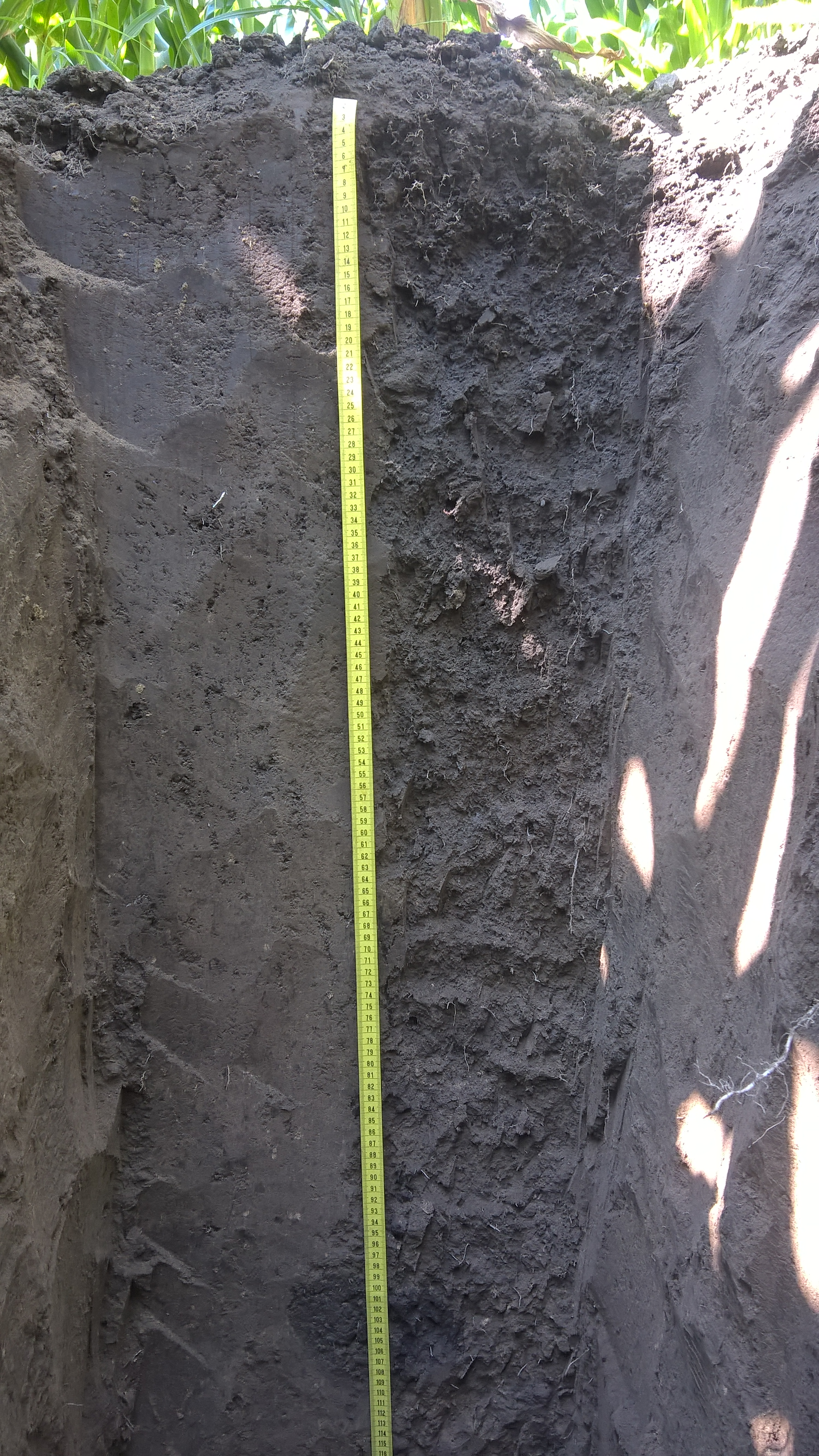
Чорнозем типовий

Львівська область має ландшафт перехідного типу, який знаходиться між центральноєвропейською буроземно-лісовою зоною та східноєвропейською лісостеповою. Більшість рівнинної частини області належить до широколистяно-лісової зони. На рівнинних плато Волино-Поділля, серед сильноопідзолених ґрунтів, зустрічаються різні типи чорноземів: опідзолені, типові та карбонатні. Ці чорноземи відзначаються високою зволоженістю і поєднують риси, характерні як для степових, так і для лісових ґрунтів.
За міжнародною класифікацією, чорноземи Львівської області поділяються на Haplic Chornozems (типові чорноземи) та Phaeozems (опідзолені чорноземи). Окремо виділяються азональні карбонатні чорноземи (Chernic Rendzic Phaeozems (Aric)).

### Чорноземи опідзолені
Чорноземи опідзолені займають 90,7 тис. га (4 % від загальної площі області), з них 63,9 тис. га використовуються як орні землі. Ці ґрунти не утворюють суцільних масивів, а розосереджені серед опідзолених ґрунтів. Основні ареали розташовані на лесових рівнинах, зокрема: Сокальське плато Волинської височини, Пасмове Побужжя, Львівське Опілля, Західне Поділля, Городоцько-Комарнівська увалиста рівнина, Сянсько-Дністерська вододільна увалисто-горбиста височина. Приурочені до лагідних форм рельєфу, відроги вододільних поверхонь, випуклі привододільні схили, довгі спадисті прибалкові схили південної експозиції, тераси річок і давні прохідні долини. Чорноземи опідзолені утворюють складні поєднання з темно-сірими та сірими лісовими ґрунтами, які розташовані на трохи вищих ділянках рельєфу. Сільськогосподарське освоєння цих ґрунтів є високим (75,2 %), що свідчить про їх інтенсивне використання для рільництва.

### Чорноземи типові
Чорноземи типові займають 55,5 тис. га (2,6 % площі області), з них 41,4 тис. га використовується як орні землі. Сільськогосподарське освоєння досягає 79 %, і практично всі ґрунти розорані глибше 20 см. У природних умовах (цілинні лучно-степові ландшафти) чорноземи типові не збереглися. Зосереджені у двох основних природних регіонах: Забузький ґрунтовий масив Сокальського пасма Волинської височини та Буго-Стирська алювіальна рівнина (верхня частина, на межі з Подільською височиною). Значні площі займають у таких місцевостях як міжріччя Солокія–Західний Буг, плоско-хвиляста рівнина долини річки Солокії, регіон на південь від міста Броди, трикутник між Красним, Сасовим і Золочевом, Чижиківська та Винниківська гряди Пасмового Побужжя, басейн річки Гнила Липа. Переважно поширені на плоских чи слабо-хвилястих рівнинах, терасах річок, у зниженнях рельєфу, на лесоподібних суглинках, підстелених карбонатними породами. Чорноземи типові є найродючішими ґрунтами області з універсальним характером господарського використання.

### Чорноземи карбонатні
Чорноземи карбонатні є азональним типом ґрунтів (не прив'язані до зональних ландшафтів). Займають площу 46,4 тис. га (2,1 % площі області), з яких 29,6 тис. га використовуються як орні землі. Показник сільськогосподарського освоєння — 67 %. Ґрунти утворилися на елювії щільних карбонатних порід (крейдяні мергелі) в умовах рівнинно-горбистого рельєфу. Ареали поширення чітко локалізовані і відповідають геоморфологічним умовам. Найбільші масиви розташовані у південній частині Буго-Стирського межиріччя в районі населених пунктів Олесько, Золочів, Красне. Уздовж широкої смуги від Шептицького через Радехів, Лопатин до села Миколаїв. На вододілі річок Рати й Солокії (поблизу Угніва, Княжого, Галицького). Чорноземи карбонатні переважно залягають у знижених плоских рівнинах, мають слабку щебенюватість. Ці ґрунти є високородючими і активно використовуються як орні землі. Основне обмеження для продуктивності — підвищений ксероморфізм (схильність до пересушування), що впливає на доступність вологи для рослин.

### Лучно-чорноземні ґрунти
Лучно-чорноземні ґрунти займають 8,1 тис. га (0,3 % площі області). З них 5,2 тис. га використовуються під ріллю (70,3 % від площі цих ґрунтів). Відзначаються високою природною родючістю і належать до категорії особливо цінних ґрунтів згідно з Земельним кодексом України. Переважно застосовуються для вирощування просапних, зернових та овочевих культур, а також для городів. Найбільше поширені в таких фізико-географічних районах: Мале Полісся (околиці міста Буськ, Куликів, Жовтанці, Сороки Львівські, Звенигород, Гумниська, Бишів), Сокальське пасмо, північ від міста Белз, горбогір'я Вороняки, поблизу Поляни, Золочів, фрагментарно на Городоцько-Комарнівській та Сянсько-Дністерській височинах. Формуються на плоских, добре зволожених рівнинах, шлейфах схилів, периферіях боліт і в давніх долинах. Ґрунтотворні породи представлені оглеєними лесоподібними суглинками, важкими суглинками і глинистими породами (елювій крейдяних мергелів).

## Лучні та болотні ґрунти

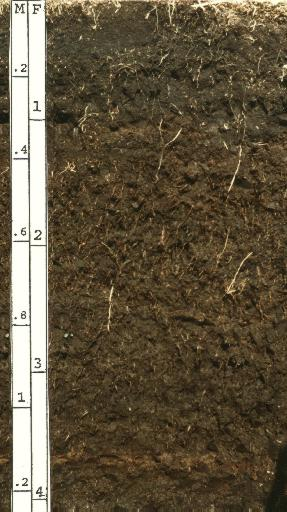
Болотний ґрунт

Лучні ґрунти — формуються під лучною рослинністю, здебільшого на плато, річкових терасах чи в пониженнях рельєфу, де рівень ґрунтових вод близький до поверхні. В умовах періодичного затоплення формуються алювіальні лучні ґрунти. На елювії крейдяно-мергельних порід утворюються карбонатні варіанти таких ґрунтів.
Болотні ґрунти — виникають у пониженнях з надмірним зволоженням, часто під вологолюбною рослинністю. Через часткове розкладання органічних решток у таких умовах активізуються процеси торфоутворення.

### Лучні та лучні глейові ґрунти
Лучні ґрунти охоплюють 126,2 тис. га (5,8 % області), а лучні глейові — 44,5 тис. га (2,0 %). Найбільші площі розташовані в районах Малого Полісся та Передкарпаття, зокрема поблизу Белза, Жовкви, Мостиськ, Кам'янки-Бузької, Самбора, Жидачева та інших населених пунктів. Ці ґрунти часто формують поєднання з дерновими, чорноземно-лучними, дерново-підзолистими. Ґрунти виникають у зниженнях рельєфу, на плато, рівнинах, схилах, балках, периферіях боліт тощо. Формуються під лучною рослинністю за умов постійного зв'язку з підґрунтовими водами, періодичного атмосферного зволоження, а інколи — поверхневого стоку. Основними процесами є дерновий (нагромадження гумусу, поживних елементів, створення зернистої структури) та глейовий (оглеєння нижніх горизонтів і додаткове зволоження). Більшість лучних ґрунтів осушені й активно використовуються під ріллю, пасовища, сіножаті та присадибні ділянки. Ґрунти мають підвищену гумусованість, забезпеченість Нітрогеном і Фосфором, але менше Калієм. Водний режим напівпромивний, десуктивно-випітний. Окремі опідзолені масиви потребують вапнування.

### Лучні карбонатні ґрунти
Лучні карбонатні ґрунти Львівщини займають площу 9,1 тис. га, що становить 0,3 % від загальної площі області та 5,1 % від площі всіх лучних ґрунтів. З них 3,0 тис. га використовуються як орні землі, що становить 0,4 % від усіх орних земель області.
Ці ґрунти найбільш поширені в Малому Поліссі, особливо в Підподільському природному районі. Найбільші їх масиви знаходяться біля Красне та Глиняни. У ґрунтовому покриві вони часто поєднуються з лучними глейовими, лучно-чорноземними карбонатними ґрунтами та рендзинами, а також утворюють мозаїки з типовими чорноземами.
Лучні карбонатні ґрунти мають високу природну родючість. Значна частина їх осушена і використовується під ріллю, сіножаті, пасовища та присадибні ділянки. Вони формуються в пониженнях денудаційних рівнин на елювії щільних карбонатних порід, таких як мергелі та крейда. Процеси їх утворення відбуваються під лучною рослинністю, при неглибокому заляганні підґрунтових вод, під впливом дернового та глейового ґрунтотворення.

### Лучно-болотні ґрунти
Лучно-болотні ґрунти на Львівщині займають 45,9 тис. га, що становить 2,1 % від загальної площі області. З них 2,4 тис. га використовується як орні землі, переважно для овочівництва, що дорівнює 5,2 % площі цих ґрунтів. Найбільші площі знаходяться в Малому Поліссі та Передкарпатті. У Малому Поліссі великі масиви ґрунтів розташовані поблизу Жовкви, Лопатина, Великих Мостів, Хлівчанів, Красного, Глинян та Золочева. У Передкарпатті — в долині ріки Луг біля Ходорова, Жидачева та Дублян. Також такі ґрунти зустрічаються в околицях Городка, Івано-Франкового та на Сокальському пасмі. Ці ґрунти належать до класу азональних і формуються в знижених ділянках (долинах річок, периферіях боліт) за умов високого рівня підґрунтових вод та атмосферного зволоження. Вони виникають під впливом дернового і болотного процесів на алювіальних, делювіальних або флювіогляціальних породах. У природному стані ці ґрунти мають низьку продуктивність через несприятливі фізичні властивості, перезволоження, неглибоке залягання підґрунтових вод та періодичні затоплення. Осушення ґрунтів дозволяє їх використовувати частково як ріллю, а також для кормових угідь.

### Болотні ґрунти
Болотні ґрунти Львівщини займають 51,0 тис. га, що становить 2,4 % від загальної площі області. Лише 0,8 тис. га використовується як рілля, що складає 1,6 % площі цих ґрунтів. Через незадовільні фізичні та водно-фізичні властивості вони малопридатні для сільського господарства, але частково використовуються як кормові угіддя. Болотні ґрунти розташовані у всіх регіонах області, найбільше — на Малому Поліссі, зокрема в околицях сіл Домашів, Бишків, Олесько, Заболотців, Бродів, Дмитрова, Вузлового та Золочева. На Сокальському пасмі вони трапляються поблизу Угнова, Варяжа і Боб'ятина. На Надсянській рівнині — біля Краковця і Яворова. У Передкарпатті — на північ від Миколаєва та захід від Горбачів. Формуються в зниженнях рельєфу (заплави річок, балки, периферії торфовищ) за умов постійно високого рівня ґрунтових вод (менше 1 м до поверхні). Ці умови сприяють розвитку глейового та дернового процесів, що викликає сильне оглеєння всього ґрунтового профілю. У структурі ґрунтового покриву болотні ґрунти утворюють однорідні масиви або поєднуються з лучно-болотними й торфовими ґрунтами.

### Торфувато-болотні та торфово-болотні ґрунти

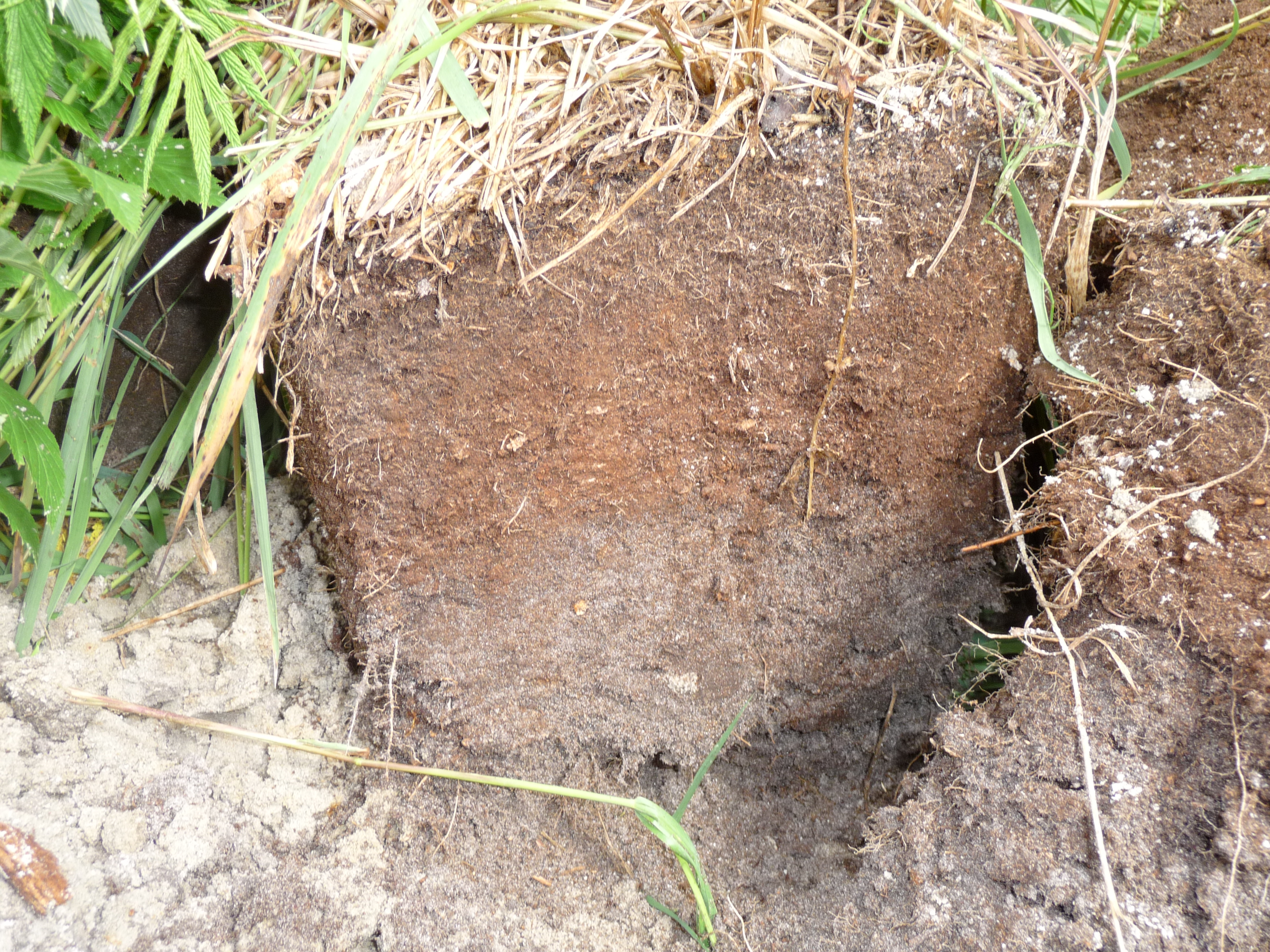
Торф'яно-болотні ґрунти

Торфувато-болотні та торфово-болотні ґрунти Львівщини займають площу 18,0 тис. га, що становить 0,82 % від загальної площі області. Лише 0,4 тис. га використовується як рілля, що складає 2,22 % від площі цих ґрунтів і 0,05 % від усієї орної землі Львівщини. Це ґрунти надмірного зволоження з несприятливими фізичними властивостями, тому вони малопридатні для сільського господарства. У природному стані їх використовують переважно як малопродуктивні сіножаті та пасовища, а осушені площі частково під ріллю. Торфувато-болотні ґрунти мають обмежене поширення, Мале Полісся — біля села Миколаїв, Пасмове Побужжя — південний захід від Нового Яричева, Сянсько-Дністерська височина — долина річки Верещиця поблизу міста Городок. Торфово-болотні ґрунти розповсюджені ширше, Сокальське пасмо — захід від Савчин, південний захід від Переспи, Мале Полісся — околиці Олесько, Радехова, Соснівки, Бродів, Верхньої Білки, Передкарпаття — на схід від Дублян, околиці Жидачева, Розточчя — північний схід від села Бердихів. Ці ґрунти виникають на околицях торфовищ, у заплавах річок та пониженнях рельєфу з високим рівнем підґрунтових вод. Формуються під лучно-болотною рослинністю внаслідок поєднання дернового і болотного процесів ґрунтотворення.

### Торфовища низинні
Торфовища низинного типу на території Львівщини займають площу 55,2 тис. га, що становить 2,6 % від загальної площі області. Через надмірне зволоження, специфічні фізичні властивості та особливості торфового субстрату ці ґрунти малопридатні для сільського господарства. Осушені торфовища використовують переважно як малопродуктивні пасовища, сіножаті або частково як ріллю, хоча значна частина таких земель залишається занедбаною й зарослою чагарниками та бур'янами. Відповідно до Земельного кодексу України, торфовища з шаром торфу понад 1 м або осушені незалежно від глибини залягання належать до категорії особливо цінних земель. Торфовища характеризуються значною потужністю органогенних відкладів (1,2–4,5 м у середньому, максимальні — до 11 м). Найбільші масиви: Спасівське, Стоянівське, Солокійське, Львівське, Лешнівське, Смільненське та Великі Болота. Найглибшими є Поморянське (8,8 м), Спасівське (8,9 м) та Стоянівське (11,0 м). Торфовища поширені в усіх природних регіонах Львівщини, на Малому Поліссі в околицях Радехова (долини річок Острівка та Радоставка), в околицях сіл та міст таких як Стоянів, Дмитрів, Новий Витків, Броди, Шнирів, Белз, Бутини, Великі Мости, Олесько, Дубляни, Новий Яричів, Винники. В межах Розточчя на південний захід від Яворова та на північ від Івано-Франкового. Сянсько-Дністерська височина: долина річки Верещиця (Городок, Любінь Великий, Комарно). Опілля: околиці Пустомит, Тернопілля. Передкарпаття: долина Дністра, захід від Дублян.

## Дернові ґрунти
На Львівщині дернові ґрунти займають 212,1 тис. га, що становить 9,8 % від загальної площі області. Найпоширеніші дернові піщані і зв'язнопіщані, у тому числі оглеєні, різновиди ґрунтів, які займають площу 57,2 тис. га, та дернові супіщані і суглинкові, у тому числі оглеєні ґрунти, що займають площу 82,7 тис. га, а також дернові опідзолені оглеєні ґрунти, які займають площу 72,2 тис. га.

### Дернові та дернові оглеєні ґрунти
Дернові та дернові оглеєні ґрунти Львівщини займають площу 139,9 тис. га (6,4 % від загальної площі області), з яких 25,6 тис. га використовуються як рілля (18,3 % площі цих ґрунтів). Дернові ґрунти найбільш поширені на Малому Поліссі на південь і південний захід від міста Белз, північ і південний захід від міста Жовква, схід від Рави-Руської, околиці Буська, Бродів та Соснівки. На Розточчі вони зустрічаються північно-західніше від Львова. На Надсянській рівнині — північ і захід від Мостиська, південний схід від Судової Вишні. На Передкарпатті — північний захід від Меденичів, південний схід від Моршина, північний схід і південний захід від Стрия. Дернові ґрунти формуються під трав'янистою рослинністю в умовах підвищеного поверхневого зволоження та постійного зв'язку з ґрунтовими водами. Основним процесом їх формування є дерновий, у поєднанні з глейовим. Вони зустрічаються в низинах, на периферії боліт, піщаних терасах річок, колишніх лісових галявинах і підвищених елементах рельєфу. Родючість невисока через тонкий гумусовий горизонт і перезволоження, площі здебільшого зайняті пасовищами, сіножатями та рідше вторинними лісами.

### Дернові опідзолені оглеєні ґрунти
Дернові опідзолені оглеєні ґрунти Львівщини займають 72,2 тис. га, що становить 3,3 % загальної площі області. Під ріллею використовується 29,6 тис. га, або 3,7 % від площі орних земель області. Найбільші масиви цих ґрунтів розташовані в Передкарпатті, а саме в околиці Стрия, Моршина, Самбора, Дублян, Хирова, Жидачева, Журавна, Нового Роздолу та Стебника.
Менші площі зустрічаються на Малому Поліссі, Розточчі (південно-західніше Львова), Надсянській рівнині та Сянсько-Дністерській височині (північ від Городка). Ці ґрунти формуються під впливом дернового, підзолистого та глейового процесів за умов підвищеного поверхневого зволоження і неглибокого залягання ґрунтових вод. Залягають на плоских пониженнях, терасах річок. Ці ґрунти є одними з найкращих орних земель Передкарпаття. Завдяки глибокому, добре гумусованому профілю вони наближаються за характеристиками до темно-сірих опідзолених ґрунтів і широко використовуються в сільському господарстві.

## Рендзини

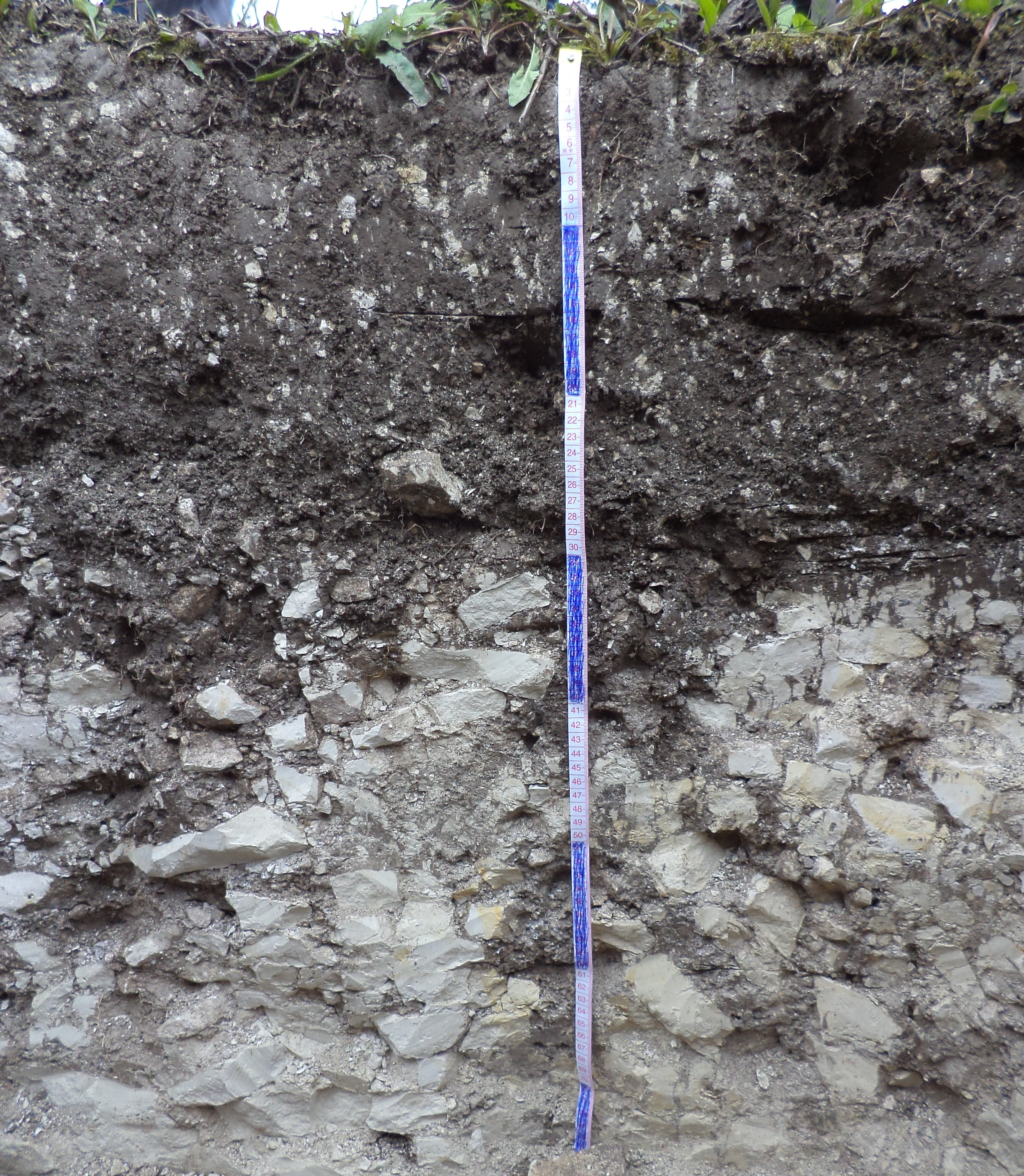
Рендзи́ни

Рендзини або дерново-карбонатні ґрунти, займають 44,6 тис. га на території Львівщини, що становить 2 % від загальної площі області. З них 22,7 тис. га використовуються як сільськогосподарські угіддя, а 19,2 тис. га (43 % площі рендзин) — під орні землі. На цих ґрунтах вирощують зернові, бобові, технічні культури та закладають багаторічні плодові насадження. Найбільше рендзин зосереджено у колишніх Радехівському, Бродівському, Буському, Жовківському Золочівському та Яворівському районах. Назва походить від польського слова «rędzyk» («брязкотіти»), оскільки уламки карбонатної породи, характерні для цих ґрунтів, видають брязкіт під час обробітку. У Західному Поліссі їх називають «боровини» через утворення борозен із брилуватою структурою після оранки. У Малому Поліссі — «громиші» (від слова «гримотіти»). На межі з Поділлям — «опоки» (від назви материнської породи) або «скорупіш» (через кірку, що утворюється на поверхні після дощу). Рендзини є кам'янистими ґрунтами, що формуються на елювії щільних карбонатних порід, зокрема опок. Вони широко освоєні для сільськогосподарських потреб завдяки своїй родючості.

## Буроземи
Ґрунти Карпатської буроземно-лісової області формуються під лісовими біоценозами на елювії-делювії флішових порід у вологих умовах із промивним водним режимом. Вони мають буре забарвлення, високу щебенюватість, добру водопроникність і високий вміст гумусу, який збільшується з висотою. Буроземи активно використовуються в сільському і лісовому господарстві, але є чутливими до антропогенного впливу, що призводить до ерозії, повеней, зсувів і деградації.

### Буроземи гірсько-лісові

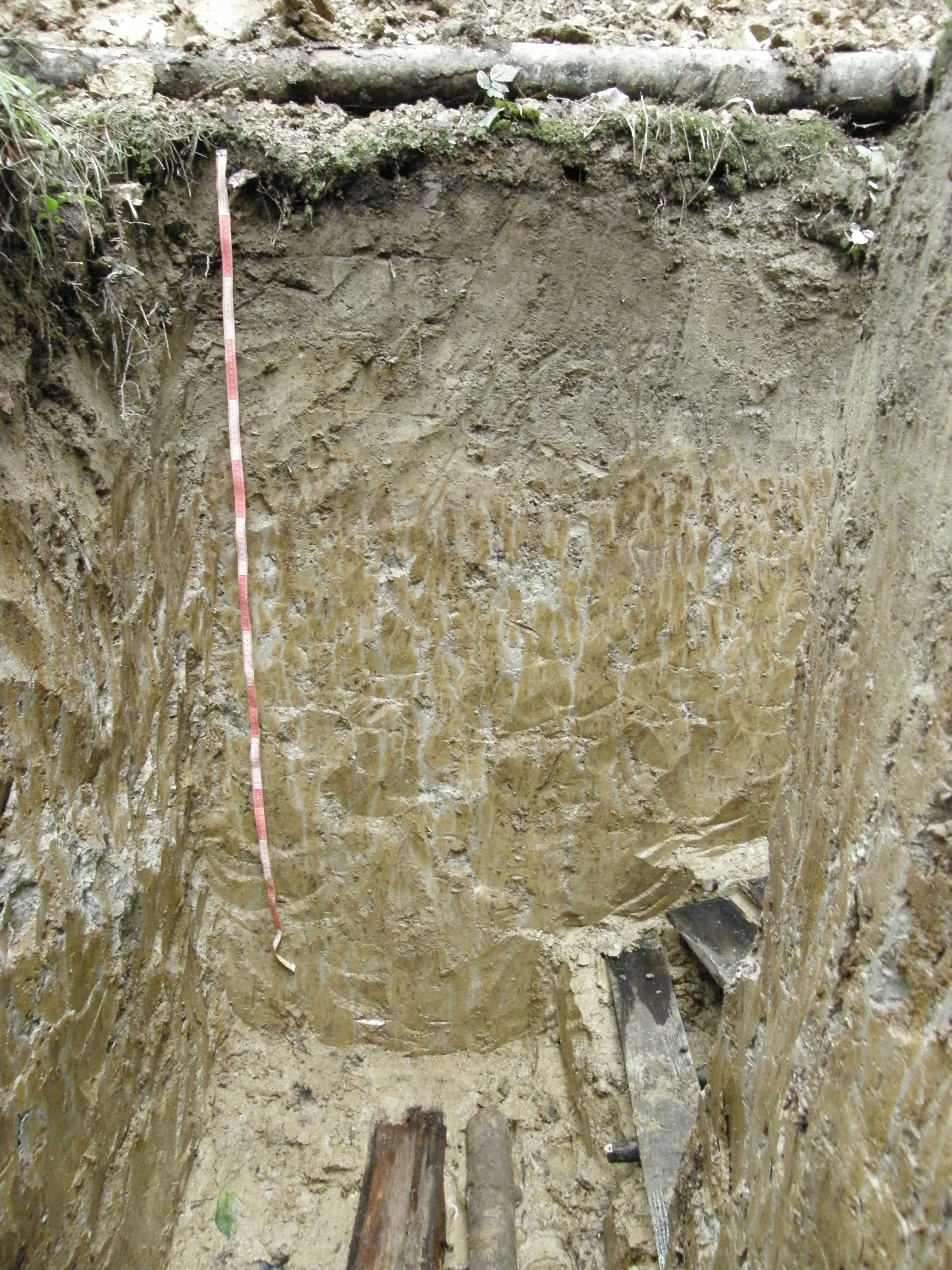
Бурий лісовий ґрунт

Буроземи гірсько-лісові є одними з найпоширеніших ґрунтів Львівщини, займаючи 181,1 тис. га (8,3 % площі області). Під ріллею знаходиться 34,4 тис. га (4,3 % орних земель області). Найбільше буроземів зосереджено в Карпатах, а невеликі масиви є в Передкарпатті. Ґрунти здебільшого зайняті лісами, пасовищами та сіножатями, оскільки їхні фізико-хімічні властивості й умови формування обмежують придатність для землеробства. Буроземи середньоглибокі та глибокі, належать до категорії особливо цінних земель.

### Буроземи гірсько-лісові опідзолені
Буроземи гірсько-лісові опідзолені займають 125,1 тис. га, що становить 5,7 % від загальної площі області. Під ріллею використовується лише 16,8 тис. га, що складає 2,1 % орних земель Львівщини. Найбільше поширені в гірських районах Львівської області, зокрема в Карпатах та Передкарпатті. Через низьку родючість та обмеженість у господарському використанні ці ґрунти переважно зайняті під лісами. Частково використовуються як сіножаті, пасовища, присадибні ділянки чи рілля. Формуються на слабодренованих формах рельєфу: пологих схилах, вододілах, міжгірських улоговинах.

### Дерново-буроземні ґрунти
Дерново-буроземні ґрунти Займають 38,2 тис. га (1,7 % площі області) 32,5 тис. га використовують у сільському господарстві, з яких 15,4 тис. га — рілля (40,3 %). Ці ґрунти поширені в комплексі з буроземами гірсько-лісовими в Карпатській зоні. Основні ареали — на акумулятивних надзаплавних терасах рік Дністер і Стрий, а також у Стрийсько-Сянській верховині. Дерново-буроземні ґрунти є найпродуктивнішими в межах гірської частини Львівської області та використовуються під сільськогосподарські угіддя.

### Буроземно-підзолисті оглеєні ґрунти
У межах Львівської області буроземно-підзолисті оглеєні ґрунти займають площу 37,2 тис. га (1,7 % від загальної площі області), з яких 12,5 тис. га використовують як сільськогосподарські угіддя, в тому числі 6,7 тис. га — як ріллю. Формуються невеликими масивами у Прибескидському Передкарпатті, Верхньодністерських і Сколівських Бескидах. Основні ареали розташовані між Трускавцем і Бориславом, в районі Стебника, Підбужа, Старого Самбора. Поширені на невеликих вододільних ділянках надзаплавних терас Дрогобицької та Хирівської височин, а також на слабонахилених поверхнях в околицях Нижнього Синьовидного, Східниці, а вздовж терасованої долини Дністра проникають углиб Карпат. Використання ґрунтів у сільському господарстві обмежене низкою несприятливих властивостей, такими як, сильнокислою реакцією ґрунтового розчину, низьким вмістом гумусу, низькими запасами поживних речовин, тому здебільшого площі заняті лісами.

## Алювіальні ґрунти
Через розташування області на Головному європейському вододілі тут переважають малі річки, які є витоками Дністра і Західного Бугу. Це спричиняє формування заплав із різною структурою ґрунтів залежно від геологічних умов і процесів. Виділяються три типи алювіальних ґрунтів: дернові, лучні та болотні, що утворюються в різних частинах заплави.

### Алювіальні дернові ґрунти
Ці ґрунти поширені в заплавах річок, зокрема Дністра, Стрия, Західного Бугу та їхніх приток. Використовуються здебільшого як сінокоси або пасовища, оскільки мають низьку родючість і схильність до затоплення. Утворюються в прирусловій частині заплави під впливом трав'янистої рослинності та поверхневого зволоження. Їх розвиток починається з примітивних ґрунтів на свіжих піщаних наносах, які поступово еволюціонують у більш розвинені типи:
- Примітивні дернові ґрунти — формуються на прируслових обмілинах, мають слабкий гумусований шар і майже не диференційовані на горизонти.
- Слаборозвинуті дернові ґрунти — відзначаються малопотужним гумусовим горизонтом, нетривкою структурою, піщаним або суглинковим складом.
- Короткопрофільні дернові ґрунти — мають добре розвинений гумусово-акумулятивний горизонт під трав'янистою рослинністю.
- Повнопрофільні дернові ґрунти — завершальний етап розвитку, з нормальним профілем, добре задерновані, розташовані на вирівняних ділянках.[18]

### Алювіальні лучні ґрунти
Алювіальні лучні ґрунти, формуються в центральній частині заплав річок під різнотравно-злаковими луками, переважно на суглинковому алювії. Ці ґрунти відомі як «зернисті» через високу структурність, яку забезпечує потужна коренева система рослинності та розтріскуючий намул. Поширені в заплавах Західного Бугу, Дністра, Надсянської рівнини, Пасмового Побужжя. Мають більш потужний гумусовий горизонт, ніж дернові ґрунти, з поступовим зменшенням вмісту гумусу вниз по профілю. Значні площі розорюються під вирощування культур (картоплі, капусти, моркви), також використовують як сінокоси та пасовища. Майже не зустрічаються в заплавах передкарпатських і карпатських річок.

### Алювіальні болотні ґрунти
Алювіальні болотні ґрунти, формуються в притерасній частині заплав річок за умов близького залягання ґрунтових вод (50–70 см) та тривалого затоплення паводковими водами (понад місяць). Формування відбувається в умовах слабкої інтенсивності алювіального процесу, іноді із впливом делювіального процесу (змив із терас). Найбільше поширені в заплавах річок Західного Бугу, Дністра та їх приток, у Сокальському пасмі, на Подільській височині, Пасмовому Побужжі. Практично відсутні в заплавах передкарпатських і карпатських річок. Використовуються здебільшого як низькопродуктивні сінокоси та пасовища.

## Ініціальні ґрунти
Ініціальні або первинні ґрунти — це ґрунти на початковій стадії свого розвитку. Вони мають просту будову, зазвичай складаються з одного-двох горизонтів, які безпосередньо лежать на щільній материнській породі. Зустрічаються на крутих схилах або на молодих геоморфологічних поверхнях, і формуються на стійких до вивітрювання породах (наприклад, пісковиках, гранітах). Типові для гірських областей або територій, де щільні породи виходять на поверхню.
У Львівській області ці ґрунти зустрічаються на північному уступі Подільської височини. Ареали тягнуться від міста Бібрка до села Підкамінь, частково охоплюючи Буський і Золочівський райони. Також ареали таких ґрунтів розташовані в Турківському та Сколівському районах. Вони утворюються на флішових породах із домінуванням грубошаруватих пісковиків. Переважно формуються на поверхнях виходу пісковиків Кросненської світи.

## Техногенні ґрунти
Техногенні ґрунти утворюються внаслідок антропогенних порушень природного ґрунтового покриву, особливо під час видобутку корисних копалин. Вони можуть змінюватися від часткової модифікації до повного знищення зональних ґрунтів і створення нових типів. У Львівській області займають понад 13 000 га. Найбільші площі техногенних ґрунтів розташовані в Прибескидському Передкарпатті, Малому Поліссі, Волинській і Подільській височинах. Утворення пов'язане з видобутком паливно-енергетичних ресурсів і будівельних матеріалів. Забруднення нафтою та іншими хімічними речовинами, наприклад, у районах нафтових родовищ (Борислав, Дністровське Передкарпаття), або внаслідок відкритих кар'єрів, наприклад, виплавка сірки на підприємствах «Сірка».